# Ectropis spatiosaria
Ectropis spatiosaria là một loài bướm đêm trong họ Geometridae.